# Lashana Lynch
Lashana Lynch (født 27. november 1987 i London) er en britisk skuespiller. Hun spillede rollen som Rosaline Capulet i ABC-serien Still Star-Crossed (2017) og piloten Maria Rambeau i Captain Marvel (2019).
Hun er mest kendt internationalt i rollen som den nye 007-agent Nomi, i James Bond-filmen No Time to Die (2021).

## Karriere
Lynch's første filmoptræden og debut var i filmen Fast Girls, fra 2012. Hun medvirkede, senere også i BBC-serien The 7.39. Derduover har hun også været med i tv-serierne Tavse Vidner og Death in Paradise, og i BBC-komedien Crims i 2015.
I 2016 blev Lynch castet til rollen som Rosaline Capulet i den amerikanske dramaserie Still Star-Crossed, produceret af Shonda Rhimes. I 2018, var hun medvirkende i en enkelt episode af tv-serien Y som Agent 355, men blev efterfølgende erstatet af Ashley Romans.
I 2019, var hun med i rollen som Maria Rambeau i Marvel Cinematic Universe-filmen Captain Marvel.
I 2021, spillede hun karakteren Nomi, den nye 007-agent, sammen med Daniel Craig som den pensionerede 007-agent, i James Bond-filmen No Time to Die. Eftersom det var Daniel Craigs sidste James Bond-film, udpegede flere medier hende som den kommende efterfølger i rollen som agent 007, efter hendes indtil succes i No Time to Die.

## Filmografi

### Film
| År   | Titel                                       | Rolle          | Noter           |
| ---- | ------------------------------------------- | -------------- | --------------- |
| 2012 | Fast Girls                                  | Belle Newman   |                 |
| 2013 | Powder Room                                 | Laura          |                 |
| 2016 | Brotherhood                                 | Ashanti        |                 |
| 2019 | Captain Marvel                              | Maria Rambeau  |                 |
| 2020 | The Intergalactic Adventures of Max Cloud   | Shee           |                 |
| 2021 | No Time to Die                              | Nomi           |                 |
| 2021 | Ear for Eye                                 |                | Post-production |
| 2022 | Doctor Strange in the Multiverse of Madness | Captain Marvel |                 |
| 2022 | The Woman King                              | Izogie         |                 |
| 2022 | Matilda the Musical                         | Miss Honey     | Pre-production  |
| 2023 | The Marvels                                 | Binary         |                 |

### TV
| År        | Titel              | Rolle            | Noter                                                    |
| --------- | ------------------ | ---------------- | -------------------------------------------------------- |
| 2007      | The Bill           | Precious Miller  | Episode: "Man Down"                                      |
| 2013      | Tavse Vidner       | Shona Benson     | Episodes: "Trust: Part 1", "Trust: Part 2"               |
| 2014      | Atlantis           | Areto            | Episode: "Telemon"                                       |
| 2014      | The 7.39           | Kerry Wright     | Television film                                          |
| 2015      | Death in Paradise  | Jasmine Laymon   | Episode 4.6                                              |
| 2015      | Crims              | Gemma            |                                                          |
| 2016      | Doctors            | Leah Gattis      | Episoder: "Nighthawks: Part One", "Nighthawks: Part Two" |
| 2017      | Still Star-Crossed | Rosaline Capulet |                                                          |
| 2018–2021 | Bulletproof        | Arjana Pike      | 6 episoder                                               |